# エスタディオ・カルロス・ベルモンテ
エスタディオ・カルロス・ベルモンテ（Estadio Carlos Belmonte）は、スペイン・アルバセテにあるサッカー専用スタジアム。

## 開催された主な試合
- 国際Aマッチ

| 日付           | チーム#1 | 結果 | チーム#2       | ラウンド                      |
| -------------- | -------- | ---- | -------------- | ----------------------------- |
| 1999年10月10日 | スペイン | 3-0  | イスラエル     | UEFA EURO 2000予選            |
| 2002年10月12日 | スペイン | 3-0  | 北アイルランド | UEFA EURO 2004予選            |
| 2006年5月27日  | スペイン | 0-0  | ロシア         | 親善試合                      |
| 2008年9月10日  | スペイン | 4-0  | アルメニア     | 2010 FIFAワールドカップ・予選 |
| 2013年10月15日 | スペイン | 2-0  | ジョージア     | 2014 FIFAワールドカップ・予選 |

## ギャラリー
- 俯瞰図